# Арам Хачатурян
Арам Илич Хачатурян (на арменски: Արամ Եղիայի Խաչատրյան; на руски: Арам Ильич Хачатурян) е съветски арменски и руски композитор на класическа музика.

## Биография
Хачатурян е роден на 6 юни (24 май стар стил) 1903 година в Тифлис (според някои източници в близкото село Каджори) в арменско семейство на тъкач. През 1911 – 1913 година учи в частен пансион, където негов учител по музика е Мушег Агаян, а през 1921 година завършва търговска гимназия. По това време свири на пиано и духови инструменти в училищен оркестър, но семейството не насърчава заниманията му с музика.
През 1921 година Арам Хачатурян се премества в Москва при по-големия си брат, режисьора Сурен Хачатурян. През следващата година започва да следва биология в Московския университет, а същевременно се записва и в класа по виолончело в Музикалното училище „Гнесини“. През 1925 година напуска университета и се фокусира върху обучението по композиция, водено от Михаил Гнесин.
Творческото оформяне на Хачатурян като композитор става в Московската консерватория, където следва през 1929 – 1934 година, а след това прави и двегодишна аспирантура. Първата му творба – „Трио за кларинет, цигулка и пиано“ (1932) и Първа симфония (1934) – веднага установяват забележителния мелодически талант на Хачатурян. Неговото влечение към естественото и артистично съчетание на източните народни мелодии и ритми с традиционните европейски форми предизвиква възхищение.
Сред значимите творби на Хачатурян са:
- инструментални концерти – клавирен (1936), цигулков (1940), виолончелов (1963);
- Втора симфония (1943);
- Два тематично свързани балета – „Щастие“ (1939) и „Гаяне“ (1942);
- Балет „Спартак“ (1954);
- „Поема за Сталин за хор и оркестър“ (1938);
- Музика за филми и театрални спектакли.

На основата на балета „Гаяне“ са били съставени три оркестрови сюити, една от които включва световноизвестния „Танц със саби“, една популярна сюита с откъси от музиката към пиесата „Маскарад“ на Лермонтов, за спектакъла на Малий театър.
Творбите на Хачатурян се отличават с много характерен оркестров почерк. Особеността на музиката му се състои в активното ритмично развитие, достигащо повторение на основната му формула или игра с акцентите вътре в тази формула.
Хачатурян се изявява и като диригент, гастролира с авторски концерти в много градове на Съветския съюз и зад граница. Негови творби са изпълнявани от звезди на изпълнителското изкуство като цигуларите Яша Хайфец и Давид Ойстрах, пианистите Артур Рубинщайн и Емил Гилелс, виолончелистът Мстислав Ростропович. Композиторът е обвит в слава, любимец на публиката и уважаван от властите.
Носител е на званията народен артист на СССР (1954) и герой на социалистическия труд (1973), академик на Академията на науките (АН) на Арменската ССР (1963). Награждаван е с множество сталински, ленински и други държавни награди на СССР и АССР.
Направил много за развитието на арменската композиторска школа, Хачатурян оказва също значително влияние и върху музикантите на Азербайджан, Туркмения и други страни на Средна Азия.
Умира в Москва на 1 май 1978 г. Тялото му е пренесено в Армения и погребано тържествено с големи почести.
Удостоен е със званието „Почетен гражданин на Ленинакан“ през 1964 г.

## Памет
На Арам Хачадурян е наречена улица в квартал „Киноцентъра III“ в София (Карта).

## За него
- Тигранов Г. Г. Арам Хачатурян. Ленинград: Музыка, 1978.
- Тигранова, И. Г. Лирические образы в творчестве Арама Хачатуряна. Ереван, 1973.
- Хараджанян Р. Фортепианное творчество Арама Хачатуряна. – Ереван: Айастан, 1973.